# Motorola Solutions
Pour l'activité mobile cédée à Google, voir Motorola Mobility.
Motorola Solutions est une entreprise américaine des télécommunications et de capture automatique de données. Elle a été créée en janvier 2011 à la suite de la scission de Motorola. Elle fournit aujourd'hui principalement à des organismes de sécurité publique et à des entreprises commerciales des outils et services de communication tout-terrain (comme des émetteurs-récepteurs radio mobiles utilisés par la police ou sur les chantiers, etc.). Son siège social se trouve au 500 West Monroe Street dans le Heller International Building à Chicago, dans l'Illinois.

## Histoire
Motorola Solutions, cotée pour la première fois au NYSE le 4 janvier 2011, est née de la scission de Motorola Inc., dont elle est l'héritière directe. La scission a été réalisée par la séparation des activités de Motorola Mobility et en renommant Motorola en Motorola Solutions. Ainsi, c'est au niveau du cours de la société historique que Motorola Solutions a démarré sa cotation boursière. 
Les technologies sur lesquelles s'appuient Motorola Solutions sont héritées d'une partie essentielle des activités historiques de Motorola, initialement créée en 1928 par Paul Galvin sous le nom de Galvin Manufacturing Corporation.  
La société développe d'abord un autoradio grand public, nommé Motorola, qui donnera son nom à la firme dès 1930, mais se tourne également rapidement vers des activités liées au monde de la sécurité et de la défense. Dès novembre 1930, elle fournit des récepteurs radios à des communes et à plusieurs départements de police de l'Illinois dont le Chicago Police Department.   
En 1941, elle commercialise le talkie-walkie militaire SCR-300. Avec un poids de 15,9 kilogrammes et une portée de 16 à 32 kilomètres, la radio, portée comme un sac à dos, est devenue l'équipement de base du US Army Signal Corps.  
En juillet 1969, des équipements fournis par Motorola contribuent au succès de la mission Apollo 11, en permettant les communications entre Terre et Lune, qu'il s'agisse de données de télémétrie et de suivi ou des signaux radios et TV. L'entreprise développe ses activités liées à la radiotéléphonie, dès les années 1970, avec le téléphone mobile DynaTAC, produit en 1973. 

### Depuis la scission

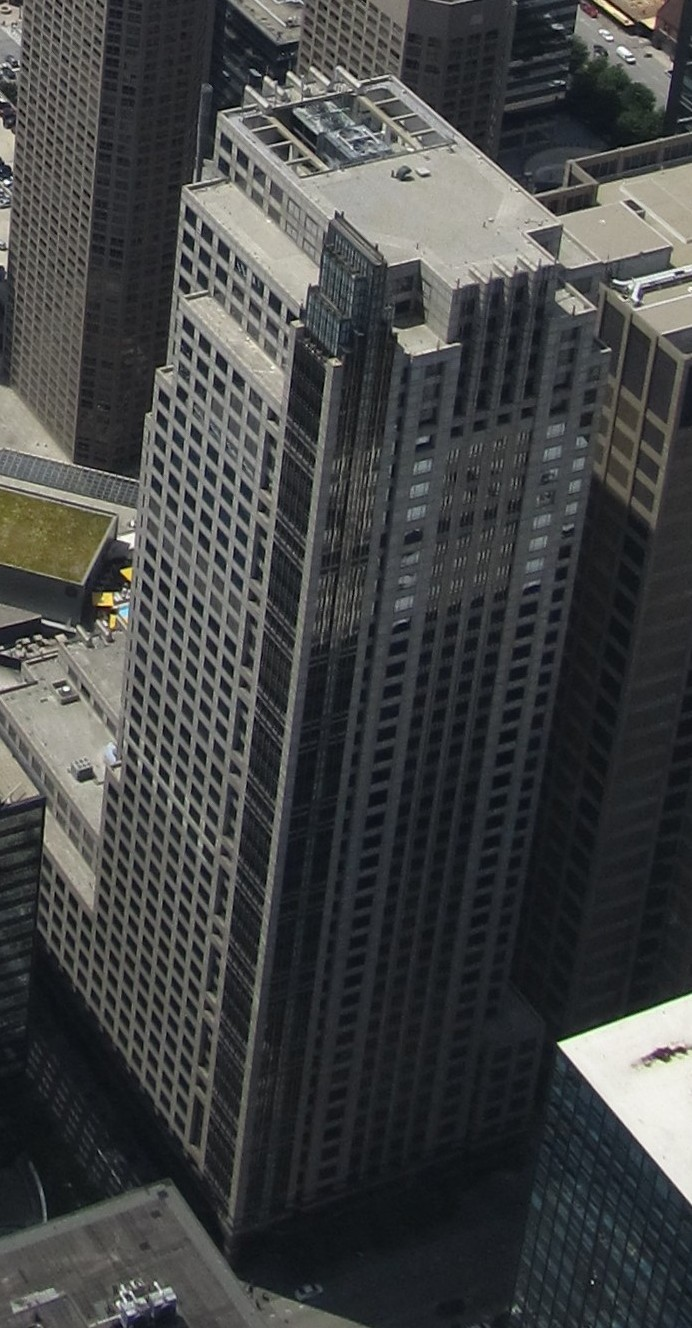
Le Heller International Building (Chicago) abrite le siège mondial de Motorola Solutions.

Après la scission, Motorola Solutions se sépare de certaines activités pour se recentrer sur le cœur de métier de l'entreprise, consolidé par plusieurs acquisitions qui lui permettent de développer son offre. 
Ainsi, en avril 2014, la division « Entreprises » (ordinateurs portables tout-terrain et tablettes pour les entreprises) de Motorola Solutions est rachetée pour 3,5 milliards de dollars US par Zebra Technologies. Le chiffre d'affaires annuel de cette division était alors de presque 3 milliards de dollars US.
En décembre 2015, Motorola Solutions acquiert pour 817,5 millions de livres Airwave Solutions, une entreprise britannique spécialisée dans les communications pour les services d'urgences (police, pompier, etc).
En février 2018, Motorola Solutions acquiert Avigilon, une entreprise canadienne spécialisée dans les technologies de sécurité vidéo et d'analyse vidéo basées sur l'intelligence artificielle, pour environ 978 millions de dollars.
En août 2020, l'entreprise procède à l'acquisition de Pelco, une société de sécurité vidéo californienne pour 110 millions de dollars.

## Produits et services
Motorola Solutions produit des systèmes de communication radio émetteur-récepteur, des systèmes radios pour les services de sécurité et de secours, et différents terminaux dédiés aux opérateurs de terrain. La société fournit des solutions logicielles pour les centre de commandement, des outils cartographiques et de surveillance par drones. Elle propose également des caméras piétons, des sirènes d'urgence et des solutions d'analyse vidéo, de logiciels et de matériel de gestion vidéo sur réseau, de caméras de surveillance et de produits de contrôle d'accès. 
La société assure différents services autour de ces technologies. En France, Motorola Solutions a ainsi été retenue en janvier 2020 comme partenaire de l'opérateur SFR pour le lancement d'une offre de services Push-to-Talk de communications critiques haut débit conforme aux normes 3GPP.